# 陆逊湖
陆逊湖是一个位于中国湖北省公安县的湖泊，面积约为5.6平方千米，平均水深约为1.6米，蓄水量约为750万立方米。